# Língua khovar
Khowar (کھوار), também chamada língua Chitral, é uma língua dárdica falada por cerca de 400 mil pessoas no Distrito de Chitral em Khyber Pakhtunkhwa (ou Província da Fronteira Noroeste), no Distrito de Ghizer de Gilgit-Baltistan (inclusive no Vale de Yasin, Phandar Ishkoman e Gupis) e em partes de alto Suate). Falantes de Khowar também migraram para centros urbanos maiores do Paquistão, Islamabad, Lahore e Karachi, onde há significativa população Khovar.  É a segunda língua no resto do vale do rio Gilgit e do Hunza. Acredita-se que haja pequenos grupos de falantes Khovar no Afeganistão, na China, no Tadjiquistão e ainda em Istambul.

## Influências
Khowar foi muito mais influenciado pelas línguas iranianas do que qualquer outra das línguas dárdicas e tem muito menos palavras vindas do Sânscrito o que o Shina ou  a língua khoistani. he Kohistani languages. John Biddulph (Tribos do of the Hindu Kush) foi um dos ocidentais a estudar o Khowar e defende que pesquisas posteriores poderiam também provar que o Khovar derivaria do Zend (língua avéstica, Persa antigo) ou do já citado Sânscrito.

## Diversidade
O linguísta norueguês  Georg Valentin von Munthe af Morgenstierne escreveu que o Chitral é a area de maior relativa diversidade lingüística de todo o mundo. Embora o Khowar seja a língua predominante nessa pequena área (cerca de 15 mil km², 390 mil habitantes), ali são faladas mais doze outras línguas: kalasha-mun, palula, dameli, gawar-bati, nuristani, yidgha, burushaski, gujar, wakhi, quirguiz, persa e pachto. Como muitas dessas línguas não têm sua escrita própria, seus falantes quando precisam escrever usam letras do urdu, língua oficial do Paquistão.

## Escrita
Khowar foi escrita com caracteres árabe nasta'liq desde o início do século XX. São 43 os caracteres nasta'liq usados para escrever o Khowar.
Antes disso, a língua literária administrativa da região era o farsi e trabalhos como poesias e canções eram passadas pela linguagem exclusivamente oral. Hoje as línguas oficiais da região são o inglêsa e o urdu e somente as  obras de poesias são produzidas em Khowar.
A língua veio sendo escrita em alfabeto latino desde os anos 60. Badshah Munir Bukhari e o Diretor da Academia Khowar, Rehmat Aziz Chitrali trabalharam na língua junto com suas famílias.

## Externas
- Khowar em Wikiptravel
- Merachitral - Khowar
- Anusha-Khowar
- The News Tribe – Khowar
- Dicionário e Lista de Palavras – Inglês e Khowar
- Fontes e Teclados Khowar
- Teclado Virtual Khowar
- Televisão em Khowar
- Khowar em ethnologue
- Khowar em Omnglot.com
- Gordon, Raymond G., Jr. (ed), ed. (2005). «Ethnologue report for language code:khw». Ethnologue Languages of the World. Dallas, Tex.: SIL International. Consultado em 11 de janeiro de 2009
- «Georg Morgenstierne». National Library of Norway. 2001. Consultado em 11 de janeiro de 2009